# I Don't Want To Be A Soldier
I Don't Want To Be A Soldier är en låt från 1971 som är skriven och framförd av John Lennon från hans album Imagine. Låten handlar troligtvis om de amerikanska soldaterna som befann sig i Vietnam. George Harrison spelar slidegitarr på en version av låten.